# 津巴布韦债券
津巴布韦债券是由辛巴威儲備銀行为尝试解决津巴布韦缺乏货币问题而发行的一种法偿准货币。该债券由国家外汇支撑，与美元挂钩，对其稳定为1:1的汇率。自从在2009年废除了恶性通货膨胀的津巴布韦元后，津巴布韦开始依赖包括美元、南非兰特、英镑、人民币在内的一系列货币进行交易。由于这些货币无法在该国印制，引起银行对取款施加限制，造成了资金短缺。